# Iglesia de Kistrand
La iglesia de Kistrand (noruego: Kistrand kirke) es una iglesia parroquial en el municipio de Porsanger en el condado de Finnmark, Noruega. Está ubicada en el pueblo de Kistrand. La iglesia es parte de la parroquia Porsanger en el decanato Indre Finnmark en la diócesis de Nord-Hålogaland. La iglesia de madera blanca fue construida en 1856 por el arquitecto Christian Heinrich Grosch. Tiene capacidad para unas 194 personas. Fue pintada de rojo originalmente, pero fue repintada de blanco por primera vez en 1883, cuando fue restaurada después de un huracán. Durante los años de la guerra de 1944-1945, la iglesia fue utilizada como centro de mando alemán, cuartel de las fuerzas noruegas y alojamiento improvisado de civiles.